# أسل مرتفع
أسل مرتفع (الاسم العلمي: Juncus procerus) نوع نباتي يتبع جنس الأسل وينتمي إلى الفصيلة الأسلية.